# Don Hahn
Don Hahn (Chicago, 25 november 1955) is een Amerikaans filmproducent en regisseur, die meegewerkt heeft aan enkele van de meest succesvolle Disneyfilms. Hij heeft momenteel zijn eigen filmstudio genaamd Stone Circle Pictures.

## Biografie

### Jonge jaren
Hahn is de zoon van een Lutherse dominee. Op zijn derde verhuisde hij met zijn familie naar Bellflower, Californië. Hier werd hij op de middelbare school lid van een filmclub, waar hij zijn eerste animatiefilms maakte.
Hahn studeerde aan de North Hollywood High School, Los Angeles Valley College, en de California State University Northridge. Hij studeerde onder andere muziek en schone kunsten.

### Filmcarrière
Hahn begon zijn filmcarrière als assistent-regisseur voor de film Frank en Frey, waar hij samen kwam te werken met Wolfgang Reitherman. Hij werkte ook nauw samen met Don Bluth aan de productie van Pete's Dragon en de korte film Banjo the Woodpile Cat. Nadien werd hij productiemanager voor Taran en de Toverketel (1985) en De Speurneuzen alvorens meewerkend producent te worden voor Disney/Amblins Who Framed Roger Rabbit (1988).
In 1989 kreeg Hahn zijn eerste opdracht als producent voor drie korte tekenfilms gebaseerd op Roger Rabbit. Dit leidde tot een opdracht als producent voor de film Belle en het Beest. De film leverde Hahn een nominatie op voor de Academy Award voor beste film, waarmee hij de eerste filmproducent in Hollywood was die voor een animatiefilm voor deze prijs genomineerd werd. Hierna werkte hij achtereenvolgens mee aan De Leeuwenkoning, De klokkenluider van de Notre Dame, Keizer Kuzco en Atlantis: The Lost Empire. Die laatste film was echter geen groot succes.
Nadien werkte Hahn samen met Rob Minkoff aan The Haunted Mansion; Hahns eerste live-actionfilm. Tevens produceerde hij de korte animatiefilm Lorenzo (2004).
In 2006 werd Hahn opnieuw genomineerd voor een Academy Award, ditmaal voor de korte film The Little Match Girl.
Hahn was uitvoerend producent voor de natuurfilm "Earth".

## Documentaires
Hahns regiedebuut was de documentairefilm Waking Sleeping Beauty, over de omstandigheden die geleid hebben tot de animatierenaissance in de jaren 80 en 90 van de 20e eeuw. De film won de publieksprijs op het Filmfestival van Hampton.
Hahns tweede documentaire was Hand Held, over fotograaf Mike Carroll. Hahn maakte de documentaire tijdens een jaar durende sabbatical van Disney.
In 2009 volgde de documentaire Christmas With Walt Disney, welke Hahn maakte in opdracht van het Walt Disney Family Museum.
Hahn is producent van verschillende Disneynature documentaires zoals Earth, Oceans, en African Cats.

### Boeken
Behalve als producent is Hahn ook actief als schrijver. In januari 1999 verscheen zijn boek "Dancing Corndogs In The Night", dat geheel over creativiteit gaat. Hahn schreef tevens twee boeken over animatie: "Animation Magic" en "Alchemy of Animation".

## Filmografie
- 1981 - Frank en Frey - Assistent-regisseur
- 1983 - Mickey's Christmas Carol
- 1985 - Taran en de Toverketel - Production manager
- 1988 - Who Framed Roger Rabbit - Associate producent
- 1989 - Tummy Trouble - Producent
- 1991 - Belle en het Beest - Producent
- 1994 - De Leeuwenkoning - Producent
- 1996 -  De klokkenluider van de Notre Dame - Producent
- 2000 - Keizer Kuzco - Uitvoerend producent
- 2000 - Fantasia 2000 - Regisseur (Live-action segments)
- 2001 - Atlantis: The Lost Empire - Producent
- 2003 - The Haunted Mansion - Producent
- 2004 - Lorenzo - Uitvoerend producent
- 2006 - The Little Matchgirl - Producent
- 2009 - Waking Sleeping Beauty - Regisseur
- 2009 - Earth - Uitvoerend Producent of US version
- 2010 - Oceans - Uitvoerend Producent
- 2010 - Hand Held - Producent, Regisseur
- 2011 - African Cats - Uitvoerend Producent
- 2012 - Frankenweenie - Uitvoerend Producent
- 2012 - Chimpanzee - Uitvoerend Producent